# Anastrepha insulae
Anastrepha insulae är en tvåvingeart som beskrevs av Stone 1942. Anastrepha insulae ingår i släktet Anastrepha och familjen borrflugor. Inga underarter finns listade i Catalogue of Life.